# Ferenc Nagy (politiker)
Ferenc Nagy, född 8 oktober 1903 i Bisse, Österrike-Ungern, död 12 juni 1979 i Herndon, Virginia, var en ungersk bonde och politiker för Småbrukarpartiet (FKGP).

## Biografi
Nagy var talman i nationalförsamlingen i Ungern från 29 november 1945 till 5 februari 1946 och medlem av Höga nationella rådet från 7 december 1945 till 2 februari 1946.
Senare tjänstgjorde han som Ungerns premiärminister från 4 februari 1946 till den 31 maj 1947. Han valdes 1946, i Ungern första demokratiska val. Som premiärminister motstod han försök av Ungerns kommunistiska parti att få fullständig kontroll över regeringen. Han tillbakavisade kommunisternas försök att bli marionetter i en sovjetkontrollerad polisstat, men avgick under tvång (de hade kidnappat hans son). Han lämnade sin post som premiärminister i utbyte mot sin son och 300 000 schweizerfranc. Därefter beviljades han asyl i USA. År 1959 blev han ledare för Permindex, en branschorganisation med huvudkontor i Basel, Schweiz.
Nagy dokumenterade sitt liv och sin politiska karriär i The Struggle Behind the Iron Curtain, utgiven av MacMillan 1948. Royalties från hans memoarer hjälpte honom köpa ett hus med en stor trädgårdstomt i Herndon, Virginia, där han bodde återstoden av sitt liv.